# کوسه‌های تازی
کوسه‌های تازی (نام علمی: Triakidae) نام یک تیره از راسته زمین‌کوسه‌سانان است.